# Двоголівочка зобувата
{{#ifeq:0|0|{{#if:Dicranella cerviculata|{{#if:|[[]}}|[[]]}}}}
Двоголівочка зобувата (Dicranella cerviculata) — вид мохів порядку дикранальних (Dicranales).

## Поширення
Батьківщиною є Європа, Північна Америка, Азія.
Населяє зруйнований пісок, глину, чи торф'яний ґрунт, часто на узбіччях доріг; від низьких до середніх висот.

## Характеристика
Рослини до 6 мм (або рідко, коли стерильні, до 30 мм), у тьмяних жовто-коричневих пучках. Листки прямовисні, розпростерті чи згинаються, лінійно-ланцетні, поступово шилуваті, 2.5–3 мм, тонко загострені чи ± тупі; краї прямі, цільні чи злегка зубчасті біля верхівки. Вид дводомний. Коробочкові ніжки 5–6(12) мм, жовті, з віком стають бурими. Коробочка 0.7–1 мм, поникла і зігнуто-асиметрична, короткоовальна, борозниста, коли суха і порожня. Спори 16–21 мкм, від гладких до нечітко шорстких. Коробочки зрілі влітку.